# روب مجمد
الروب المجمد (بالإنجليزية: Frozen yogurt)‏ أو الزبادي المجمد هو حلوى مجمدة تحتوي على الروب (الزبادي) أو منتجات الألبان الأخرى. هو أكثر حموضة ولذعة من المثلجات، وكذلك أقل نسبة من الدهون (نتيجة لاستخدام الحليب بدلا من الكريمة). وهو يختلف عن الحليب المثلج والذي لا يتضمن اللبن كمكون.